# Grönsåsen (naturreservat)
Grönsåsen är ett naturreservat söder om fäboden Grönsåsen och på och omkring berget med detta namn i Älvdalens kommun i Dalarnas län.
Området är naturskyddat sedan 2014 och är 116 hektar stort. Reservatet består av gammal granskog, myrar och kärr